# Agostino Bonaventura Coletti
Pour les articles homonymes, voir Coletti.
Agostino Bonaventura Coletti  (Lucques, 1680 - Venise, 1752) est un organiste et compositeur italien.

## Biographie
Né et formé à Lucques, après un début en tant que compositeur de musique d'opéra, il s'est consacré au genre sacré et religieux. En 1707, il a présenté au Teatro Sant'Angelo à Venise son drame pastoral en trois actes Iphigénie, livret de Pietro Riva. Le succès de cette représentation lui a permis d'obtenir la place de troisième organiste de la Cappella Marciana de la basilique Saint-Marc en 1714. Après la nomination au poste de maître de chapelle d'Antonio Lotti en 1736, Coletti est devenu premier organiste de la basilique (avec un salaire de 200 ducats).
Il est mort à Venise en 1752.

## Œuvres
- Bruto e Cassio (cantate, 1699)
- Prassitele in Gnido (dramma pastorale in tre atti, 1700, sur un livret de Aurelio Aureli)
- MuzioScevola (cantate, 1723)
- Cedro, re d'Atene (cantate, 1726)
- Timoleonte, cittadino di Corinto (cantate, 1729)
- Paride in Ida (dramma pastorale in tre atti, 1706, sur un livret de F. Marzari ou Mazzari)
- Ifigenia (dramma pastorale in tre atti, 1707, sur un livret de Pietro Riva)
- Armonici tributi o XII cantate a voce sola e cembalo, op. 1 (1709/1699)
- Isacco, figura del Redentore (oratorio, 1741)